# Michel Magne
Pour les articles homonymes, voir Magne.
Michel Magne, né le 20 mars 1930 à Lisieux (Calvados) et mort le 19 décembre 1984 à Cergy (Val-d'Oise), est un compositeur, musicien français et interprète.

## Biographie

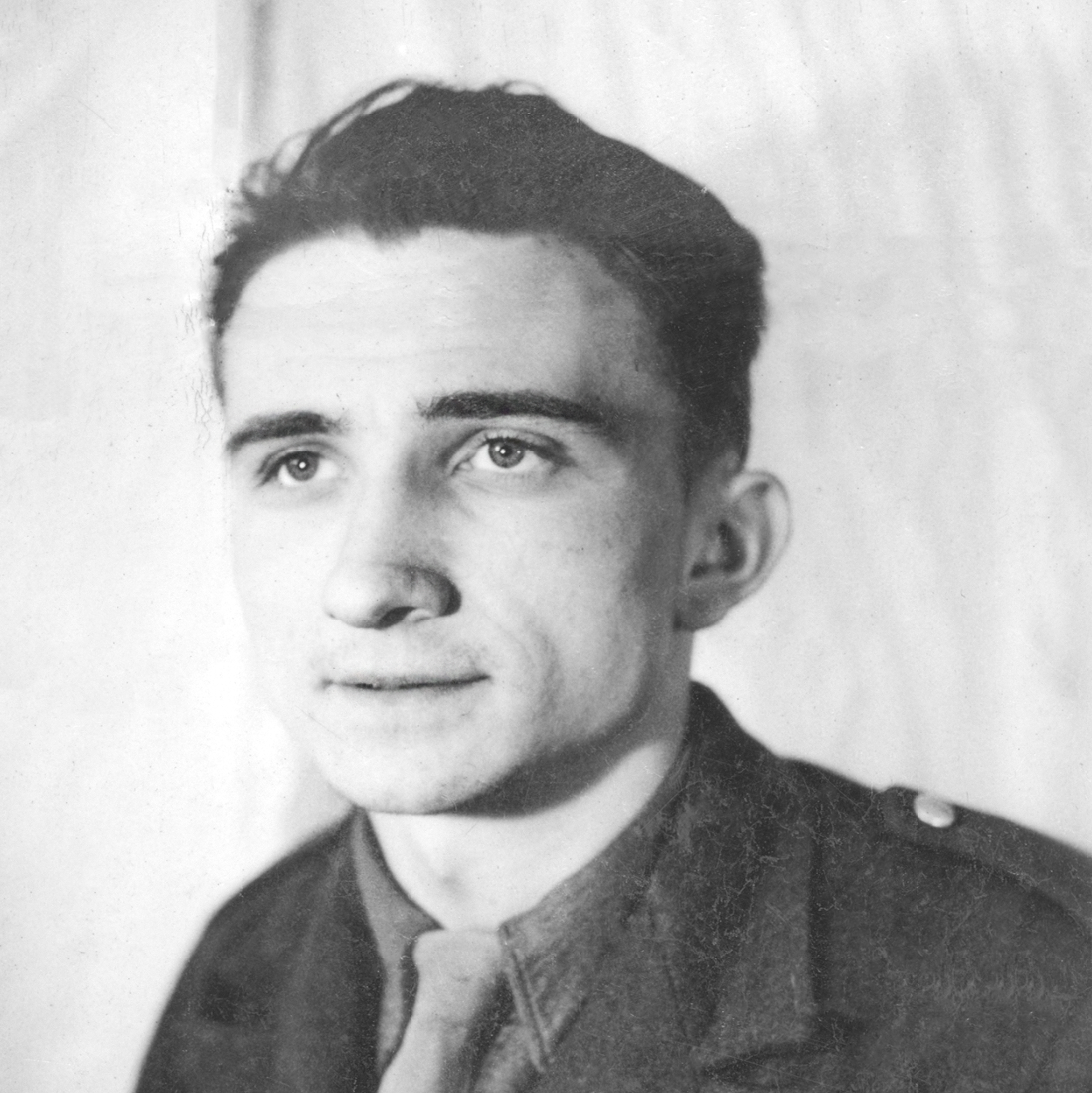
Photo d'identité à la Sacem de Michel Magne dans sa jeunesse.

De formation classique, mais d'un esprit musical très ouvert, Michel Magne passe de la musique concrète à la variété en créant un grand orchestre. Il accompagne notamment Henri Salvador, puis il compose de la musique de film avec 73 bandes sonores originales, devenant, en France, un compositeur de musiques de films incontournable dans les années 1960 et 1970. On lui doit notamment : Un singe en hiver (1962), Les Tontons flingueurs (1963), Fantomas (1964), la série des Angélique (1964-1968),  Les Barbouzes (1964), Mélodie en sous-sol, Galia, Le Monocle rit jaune, et les musiques des premiers films de Jean Yanne (Tout le monde il est beau, tout le monde il est gentil, Moi y'en a vouloir des sous, Les Chinois à Paris)... ainsi que la musique du générique de l'émission Cinq colonnes à la une.
En 1960, il épouse en 1re noce la danseuse Monique Vence.
En 1962, cherchant un endroit calme pour travailler, il achète le château d'Hérouville dans le Val-d'Oise avec un ami. En 1969, un incendie criminel selon l'enquête, se déclare dans l'aile Nord et détruit la totalité des bandes originales de ses œuvres, dont il ne possède aucune copie. Cet événement est terrible pour lui. Il décide malgré tout de recréer ces œuvres disparues. 
Il lui faut pour cela un outil de travail. La même année, après de longs travaux d'aménagements, il installe donc un studio d'enregistrement professionnel dans les vastes combles de l'aile Sud de sa demeure. Il invente ainsi le concept de studio résidentiel, très imité depuis, notamment dans les pays anglo-saxons (The Manor par exemple). Considérant l'investissement croissant auquel le mène son perfectionnisme, il décide d'en faire une structure commerciale, avec la création d'une société, la SEMM. Après des débuts modestes, à la suite de T. Rex, de nombreux groupes et artistes viennent enregistrer chez lui, comme Pink Floyd (Obscured by Clouds), Grateful Dead, les Bee Gees, Jean-Christian Michel avec Kenny Clarke ; Michel Polnareff, David Bowie, Claude Nougaro, Jacques Higelin, Saint-Preux, Salvatore Adamo, Nicoletta, Elton John, Alan Stivell, Dan Ar Braz, Ange (Le Cimetière des arlequins), Il était une fois, etc., la renommée du lieu est énorme et font du Studio d'enregistrement Michel Magne à Hérouville-en-Vexin le lieu d'enregistrement à la mode pour les plus grands groupes de l'époque. 
Après juin 1970, il acquiert également une maison située au 56 rue Rajon à Auvers-sur-Oise (maison au Sphinx).
En 1972, il se marie avec Marie-Claude Calvet, née en 1954.

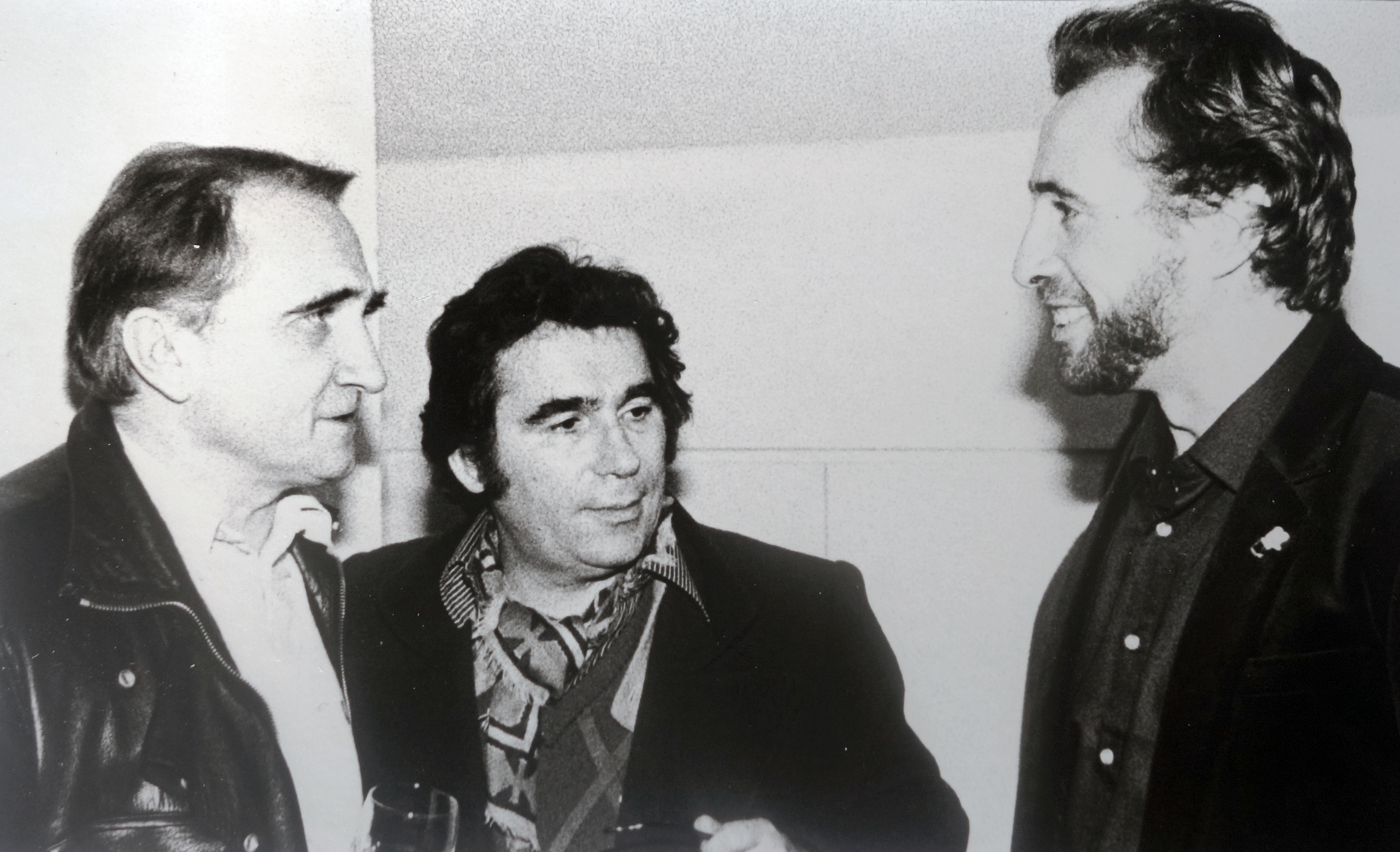
Michel Magne (à gauche), Claude Nougaro (au centre) et Bruno de Monès en 1980.

Michel Magne n'est pas un gestionnaire ni un comptable de ses finances. Sa générosité, l'accueil trop fastueux qu'il réserve aux artistes venant chez lui, le conduisent finalement à la faillite en 1972. Il est contraint de céder le château en location gérance et de s'exiler dans le Sud de la France avec sa famille. Ruminant cet échec, il ne se remet jamais du sentiment d'avoir été injustement spolié d'une part essentielle de sa vie. 
Il met fin à ses jours en absorbant des barbituriques le 19 décembre 1984, dans une chambre du Novotel de Cergy-Pontoise quelques jours après l'audience du tribunal de commerce, qui allait définitivement mettre un terme à sa carrière, après la perte de son procès contre Yves Chamberland. Ses cendres seront déposées dans la case no 1289 du columbarium du cimetière du Père-Lachaise.
En 2009, le réalisateur Jean-Yves Guilleux réalise le film documentaire Michel Magne, Le fantaisiste pop et en 2015, Christophe Conte un autre film Le Château d'Hérouville,  une folie rock française diffusé le 19 janvier 2023 sur France 5, retraçant grandeur et décadence de la vie de châtelain du compositeur.

## Musiques de films
- 1955 : Le Pain vivant de Jean Mousselle
- 1960 : Détournement de mineures de Walter Kapps
- 1960 : Les Sérum de bonté (série télévisée)
- 1960 : Les Pique-assiette de Jean Girault
- 1960 : Les Tortillards de Jean Bastia
- 1960 : Les filles sèment le vent de Louis Soulanes
- 1961 : Les Livreurs de Jean Girault
- 1961 : Les lâches vivent d'espoir de Claude Bernard-Aubert
- 1961 : Rodophe Bresdin 1821-1885 de Nelly Kaplan
- 1961 : Les Nymphettes de Henry Zaphiratos
- 1962 : Gigot, le clochard de Belleville (Gigot) de Gene Kelly
- 1962 : Le Diable et les Dix Commandements de Julien Duvivier
- 1962 : Le Repos du guerrier de Roger Vadim
- 1962 : Les Filles de La Rochelle de Bernard Deflandre
- 1962 : Konga Yo d'Yves Allégret
- 1962 : Un singe en hiver de Henri Verneuil
- 1962 : Le Gorille a mordu l'archevêque de Maurice Labro
- 1963 : Les Bricoleurs de Jean Girault
- 1963 : Les Tontons flingueurs de Georges Lautner
- 1963 : Germinal de Yves Allégret
- 1963 : Les Grands Chemins de Christian Marquand
- 1963 : Symphonie pour un massacre de Jacques Deray
- 1963 : Les Femmes d'abord de Raoul André
- 1963 : Le Vice et la Vertu de Roger Vadim
- 1963 : Des frissons partout de Raoul André
- 1963 : Méfiez-vous, mesdames d'André Hunebelle
- 1963 : OSS 117 se déchaîne d'André Hunebelle
- 1963 : Tante Aurore viendra ce soir de Claude Pierson
- 1963 : Mélodie en sous-sol d'Henri Verneuil
- 1964 : Angélique Marquise des Anges de Bernard Borderie
- 1964 : Les Barbouzes de Georges Lautner
- 1964 : Fantomas d'André Hunebelle
- 1964 : La Ronde de Roger Vadim
- 1964 : Cyrano et d'Artagnan d'Abel Gance
- 1964 : La Chasse à l'homme d'Édouard Molinaro
- 1964 : Le Monocle rit jaune de Georges Lautner
- 1964 : Banco à Bangkok pour OSS 117 d'André Hunebelle
- 1964 : Le Gentleman de Cocody de Christian-Jaque
- 1964 : Les Gros Bras de Francis Rigaud
- 1965 : Fantomas se déchaîne d'André Hunebelle
- 1965 : Les Bons Vivants de Gilles Grangier et Georges Lautner
- 1965 : Coplan FX 18 casse tout de Riccardo Freda
- 1965 : Mission spéciale à Caracas de Raoul André
- 1965 : Par un beau matin d'été de Jacques Deray
- 1965 : Furia à Bahia pour OSS 117 d'André Hunebelle
- 1965 : Le Journal d'une femme en blanc de Claude Autant-Lara
- 1965 : Merveilleuse Angélique de Bernard Borderie
- 1965 : La Bonne Occase de Michel Drach
- 1965 : Compartiment tueurs de Costa-Gavras
- 1966 : Atout cœur à Tokyo pour OSS 117 de Michel Boisrond
- 1966 : Avec la peau des autres de Jacques Deray
- 1966 : Brigade antigangs de Bernard Borderie
- 1966 : Angélique et le Roy de Bernard Borderie
- 1966 : Galia de Georges Lautner
- 1966 : Estouffade à la Caraïbe de Jacques Besnard
- 1967 : Indomptable Angélique de Bernard Borderie
- 1967 : Johnny Banco de Yves Allégret
- 1967 : À cœur joie de Serge Bourguignon
- 1967 : Un homme de trop de Costa-Gavras
- 1967 : Fantomas contre Scotland Yard d'André Hunebelle
- 1967 : Batouk de Jean-Jacques Manigot
- 1968 : Le Sergent (The Sergeant) de John Flynn
- 1968 : Sous le signe de Monte-Cristo d'André Hunebelle
- 1968 : Le Bâtard  de Duccio Tessari (direction musicale)
- 1968 : Barbarella de Roger Vadim (direction musicale)
- 1968 : Angélique et le sultan de Bernard Borderie
- 1968 : Catherine, il suffit d'un amour de Bernard Borderie
- 1968 : Fleur d'oseille de Georges Lautner
- 1970 : De la part des copains (Cold Sweat) de Terence Young
- 1970 : Cran d'arrêt d'Yves Boisset
- 1971 : Quatre Nuits d'un rêveur de Robert Bresson
- 1972 : Tout le monde il est beau, tout le monde il est gentil de Jean Yanne
- 1973 : Le Complot de René Gainville
- 1973 : Don Juan ou Si Don Juan était une femme... de Roger Vadim (orchestration)
- 1973 : Moi y'en a vouloir des sous de Jean Yanne
- 1973 : Un ange au paradis de Jean-Pierre Blanc
- 1974 : Les Chinois à Paris de Jean Yanne
- 1976 : Néa de Nelly Kaplan
- 1978 : Viol, la grande peur de Peter Knight (Pierre Chavalier)
- 1982 : Les Misérables de Robert Hossein
- 1982 : T'es folle ou quoi ? de Michel Gérard
- 1983 : S.A.S. à San Salvador de Raoul Coutard
- 1983 : Surprise Party de Roger Vadim
- 1983 : L'indic de Serge Leroy
- 1984 : Réveillon chez Bob de Denys Granier-Deferre
- 1984 : Emmanuelle 4 de Francis Leroi

## Œuvres pour concert
- Concerto pour piano et orchestre
- Secousse sismique no 2773 ter
- Mélodie populaire d'un autre monde
- Symphonie humaine
- Médius fidius
- Cap Canaveral symphony pour piano, percussion et orchestre
- Échelles mobiles
- Mozart en Afrique
- L'Interdit
- Chansons pour pleurer à deux
- Banquet foutral du subconscient lactique
- Visions pour un enfer plus clément
- Berceuses pour faire pleurer les gosses de riches
- Larmes de gens heureux
- Berceuse pour grincement de violoncelle et orchestre à cordes

## Publication
- L'Amour de vivre, Éditions Alain Lefeuvre, 1980 ; son autobiographie.